# Avatele Bay

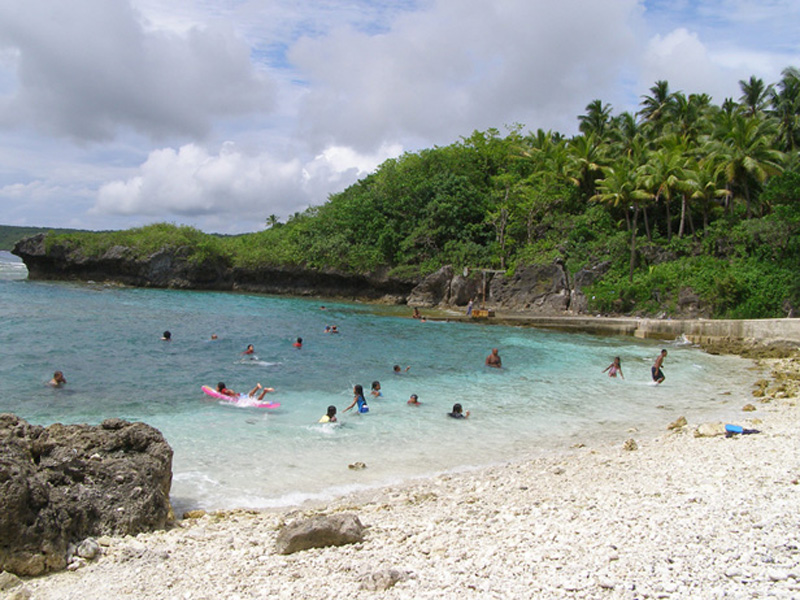
Avatele Beach

Avatele Bay is een baai in het zuidwesten van het Nieuw-Zeelandse territorium Niue. Avatele Bay ligt verspreid over de grondgebieden van de dorpen Tamakautoga in het noorden en Avatele in het zuiden.
Langs de kust loopt de weg die Alofi met Vaiea verbindt.

## Geografie
De kaap Halagigie Point, op de grens tussen Alofi en Tamakautoga, begrenst de baai in het noorden en is het westelijkste punt van het eiland. In Avatele eindigt de baai bij Tepa Point. In datzelfde dorp wordt de baai omzoomd door Avatele Beach, het grootste en meest bekende strand van Niue.